# 천왕성 작전
천왕성 작전(러시아어: Операция «Уран» 오페라찌야 우란[*], 영어: Operation Uranus)은 제2차 세계 대전 스탈린그라드 전투 기간 중인 1942년 11월 19일에서 11월 23일에 걸쳐 소련군이 독일 제6군 및 제4기갑군을 포위기동한 작전이다. 천왕성 작전은 1942년 9월경 코카서스의 독일 A 집단군 격멸 계획과 동시기에 수립되었다. 독일군은 겨울에 제대로 대비하지 못했고, 스탈린그라드 근처에서 늘어져 있었기 때문에 약체인 루마니아군에게 일익을 맡기고 있는 상태였다. 이런 사정은 소련군에게 득이 되었고, 실제로 소련군은 루마니아군의 거점을 공세의 시작점으로 삼았다. 독일군과 루마니아군을 비롯한 추축군은 소련의 기갑군을 상대할 장비가 부족했다.
독일이 하계 공세(청색 작전)을 벌인 이래로, 코카서스의 유전과 스탈린그라드를 장악하고자 한 유럽 추축군은 이 목표 달성을 위해 본래 의도한 점령지 너머의 지역까지 수비해야 하는 신세가 되었다. 독일 지도부가 기계화사단 몇 개를 서부전선으로 옮기기로 결정하면서 상황은 악화되었다. 게다가 이 지역에 남겨진 독일군은 그동안의 전투로 인해 심각하게 열화되어 있었으며, 제대로 싸울 수 있는 병력은 제48기갑군단밖에 없었고, 그나마도 실병력수는 1개 사단 규모밖에 되지 않았다. 이와 대조적으로 소련군은 공세 시작을 위해 1백만 명 이상의 병력을 동원했다.
모스크바 시각으로 11월 19일 오전 07시 20분, 스탈린그라드의 추축군의 북익의 소련군이 공세를 시작했고, 다음날에는 남쪽에서도 공격이 시작되었다. 루마니아군은 소련군의 첫 공격은 격퇴했지만 11월 20일이 지나가기 전에 허둥지둥 도망쳤고, 소련군은 독일군 수 개 사단을 그대로 우회기동했다. 독일의 기동력은 소련군의 기계화병력을 따라잡을 수 없었다. 11월 22일이 되자 소련군 북익과 남익이 칼라치나도누에서 접선, 290,000여 명의 독일군은 돈강 동안에 완전히 포위되었다. 아돌프 히틀러는 이 포위망을 뚫을 생각은 하지 않고 대신 육군은 스탈린그라드에 머물고 공군을 통해 보급을 해주겠다는 발상을 했다.